# لا تنجينا من الشر
لا تنجينا من الشر (بالفرنسية: Mais ne nous délivrez pas du mal)‏ هو فيلم رعب درامي فرنسي صدر عام 1971، من إخراج جويل سيريا، في أول تجربة إخراجية له، وبطولة جياني غوبيل، وكاثرين واغنر، وبرنارد ديران. يتتبع الفيلم فتاتين كاثوليكيتين في فرنسا تنجذبان نحو أفعال شريرة متزايدة. الفيلم مستوحى بشكل فضفاض من قضية قتل باركر-هيوم عام 1954.
كان الفيلم مثيرًا للجدل وقت إصداره بسبب تصويره للجريمة والجنس لدى المراهقين، حيث حصل على تصنيف X في المملكة المتحدة وتم حظره في موطنه فرنسا.

## القصة
آن دي بواسي ولور فورنييه فتاتان مراهقتان في مدرسة داخلية كاثوليكية، كلتاهما من عائلتين ثريتين ومحافظة تعيشان بالقرب من بعضهما البعض في الريف. صديقتان حميمتان، تقرأ آن قصائد عن جمال الموت وتمارسان المقالب الخبيثة والسرقات، معتقدتين ليس فقط أن الكنيسة سخيفة تمامًا، بل أنهما مميزتان ولا يمكن المساس بهما. خلال العطلة الصيفية، عندما سافر والدا آن في رحلة طويلة وتركاها في قصرهما، قضت هي ولور وقتًا طويلًا معًا. يرتكبن سلسلة من الحوادث الشريرة من أشعال النار في حظيرة مزارع محلي وأطلاق أبقار مزارع عقابًا له. وتعذيب نفسي لبستاني معاق ذهنيًا. وسرقة القرابين والثياب من الكنيسة، واقامة قداس أسود في كنيسة مهجورة، وتزوج أنفسهن بالشيطان، واعدين إياه بأعمال شريرة أخرى باسمه، ومزج دمائهما لتوثيق رباطهما.

## الممثلون
- جياني غوبيل في دور آن دي بواسي
- كاثرين واغنر في دور لور فورنييه
- برنارد ديران في دور سائق سيارة
- جيرارد داريو في دور إميل
- مارك دوديكورت في دور مسؤول عن الصدقات
- ميشيل روبن في دور ليون
- فيرونيك سيلفر في دور الكونتيسة دو بواسي
- جان بيير هيلبرت في دور الكونت دي بواسي
- نيكول ميروز في دور السيدة فورنييه
- هنري بورييه في دور السيد فورنييه
- سيرج فريديريك في دور الكاهن
- رينيه بيرتييه في دور غوستاف
- فريدريك نورت
- جان دانيال إيرمان

## الإنتاج
كان سيناريو الفيلم الذي كتبه الكاتب والمخرج جويل سيريا مبنيًا بشكل فضفاض على قضية قتل باركر-هيوم عام 1954 في نيوزيلندا، حيث خططت فتاتان مراهقتان -بولين باركر وجولييت هيوم- لقتل والدة باركر.

## الاطلاق
عرض الفيلم كجزء من أسبوعي المخرجين في مهرجان كان السينمائي عام 1971، وتم تقديمه للموافقة عليه من قبل المجلس البريطاني لتصنيف الأفلام في ديسمبر 1971 وحصل على تصنيف X، قبل إصداره في دور العرض في المملكة المتحدة في 7 يناير 1972. وعلى الرغم من التخفيضات الكبيرة، حظر الفيلم في موطنه فرنسا من قبل وزارة الشؤون الثقافية، التي أصدرت البيان التالي: «إن هذا الموضوع، الذي يتسم بالجرأة الشديدة في حد ذاته، قد تم استغلاله بالكامل، مما أدى إلى ظهور عمل تعتبره اللجنة واحدًا من أكثر الأعمال غير الصحية التي كان عليها فحصها، بسبب الانحراف والسادية وبذور الدمار الأخلاقي والعقلي التي يحتويها».
كما لم يُعرض الفيلم في دور العرض بالولايات المتحدة. استُخدم الجدل الذي أثاره الفيلم في حملته التسويقية البريطانية، التي روجت له باعتباره "الفيلم الفرنسي المحظور في فرنسا!".
أصدرت شركة موندو ماكابرو الفيلم على قرص DVD في يونيو 2006، قبل إصدار قرص بلو راي بدقة 2K تم ترميمه حديثًا في فبراير 2023.

## الاستقبال
تناول باتريك جيبس من صحيفة ديلي تلغراف محتوى الفيلم المثير للجدل، لكنه أضاف أنه «من الناحية الفنية، أُنتج الفيلم ببراعة، مع لمسة من الخيال المُتقن، وكما هو الحال في السينما هذه الأيام، فهو ليس أخلاقيًا في خاتمته فحسب، بل أعتقد أنه غير مُسيء بشكل عام». أشاد الناقد ديريك مالكولم بأداء الممثلين الرئيسيين في الفيلم، مع أنه أشار إلى أن إيقاعه «يُصبح مُكررًا بعض الشيء. بعض الدقة اللازمة تتجاوز بوضوح سيريا. ولكن كفيلم أول، فهو على الأقل مُثير ومُبتكر».

## روابط خارجية
- لا تنجينا من الشر على موقع IMDb (الإنجليزية)
- لا تنجينا من الشر على موقع ألو سيني (الفرنسية)
- لا تنجينا من الشر على موقع Turner Classic Movies (الإنجليزية)
- لا تنجينا من الشر على موقع أول موفي (الإنجليزية)
- لا تنجينا من الشر على موقع فيلمافينيتي (الإسبانية)
- لا تنجينا من الشر على موقع قاعدة بيانات الفيلم (الإنجليزية)
- لا تنجينا من الشر على موقع ليتربوكسد (الإنجليزية)
- لا تنجينا من الشر على موقع كينوبويسك (الروسية)